# Stanisław Graeve
Stanisław Graeve (ur. 4 maja 1868 w Biskupicach, zm. 23 listopada 1912 w Biskupicach) – polski etnograf i krajoznawca, współtwórca Muzeum Ziemi Kaliskiej.
Urodził się w Karolewie, które to dobra nabył jego ojciec Aleksander Graeve w 1882. S. Graeve osiadł w Biskupicach na stałe w latach 90. XIX w. i mieszkał tam wraz z matką i żoną z Wężyków z Rychłocic. Zainteresował się kulturą i zwyczajami wsi sieradzkiej. Z czasem te sprawy pochłonęły go zupełnie i "...za cele swej działalności postawił sobie, aby cechy charakterystyczne sieradzkiej okolicy utrwalić piórem, pędzlem lub aparatem fotograficznym i przekazać je w ten sposób następnym pokoleniom" (według "Wspomnień pośmiertnych", [w:] "Rocznik PTK", 1912, s. 12). Zbierał stroje ludowe, ceramikę, wycinanki, próbki tkanin i różne rekwizyty obrzędowe. Utrwalał na fotografiach relikty budownictwa. Około 1908 podjął inicjatywę stworzenia cyklu obrazów przedstawiających charakterystyczne typy ludowe okolic Sieradza. Zatrudnił w tym celu malarzy: Franciszka Łubieńskiego i Floriana Piekarskiego. Wydał własnym sumptem serię pocztówek ludowych, a w 1909 album Sztuka ludowa w Sieradzkiem, złożony z różnobarwnych kartonów z wycinankami. Od tegoż roku przystąpił do wydawania cyklu opracowań regionalnych w serii "Biblioteki Krajoznawczej". Najpoważniejszą jego pracą był Przewodnik po guberni kaliskiej wydany w 1912 wraz ze szczegółową kolorową mapą drukowaną w Wiedniu. Był współzałożycielem i pierwszym prezesem Polskiego Towarzystwa Krajoznawczego w Kaliszu (1908).
W roku 1912 popełnił samobójstwo. Został pochowany na cmentarzu w Charłupi Małej. Obecny na jego pogrzebie Władysław Reymont żegnał go w imieniu zgromadzonych przyjaciół. Maria Dąbrowska napisała o nim: "...cicha, łagodna twarz hojnego pracownika, który utrudził się dla uwiecznienia umiłowanej Ziemi Sieradzkiej".